# Duo concertant (Milhaud)
Pour les articles homonymes, voir duo concertant.
Le Duo concertant pour clarinette et piano opus 351 est une œuvre de Darius Milhaud composée entre les 19 et 21 janvier 1956 pour le concours du Conservatoire de Paris. De nombreuses influences peuvent être reconnues dans cette pièce : de la Provence où il est né, au jazz et autres mélodies d'Amérique du Sud.

## Analyse
D'une durée d'environ 7 minutes, le Duo concertant débute par une fanfare (Vif) à l'énergie forte qui rappelle le Sud de la France, suivie d'une partie à la clarinette calme (Modéré) rejointe par des accords raffinés du piano. Le thème initial de la fanfare (Vif) est ensuite répété une dernière fois avec brio pour le final. 
La pièce est publiée chez les éditions Heugel.

## Enregistrements
La pièce possède de nombreux enregistrements.
- Sonates françaises pour clarinette et piano avec Claude Faucomprez (clarinette) et Alain Raës (piano), (Harmonia Mundi, Black label, LP HM B 5121, 1982)